# Región de Racha-Lechjumi y Baja Esvanetia
Racha-Lechjumi y Baja Esvanetia (en georgiano: რაჭა-ლეჩხუმი და ქვემო სვანეთი; Rachʼa-Lechkhumi da Kvemo Svaneti) es una región (mjare) del noroeste de Georgia que incluye las históricas regiones de Racha, Lechjumi y Baja Esvanetia. El centro administrativo de la región es la ciudad de Ambrolauri.

## Organización administrativa
La región se encuentra en el norte de Georgia, y comparte fronteras con la Federación de Rusia y las provincias de Imereti, Samegrelo-Zemo Svaneti y Shida Kartli. Linda al oeste con la república no reconocida de Osetia del Sur. Parte del territorio de esta república, cuyo estatus internacional es motivo de controversia, es considerado por Rusia como parte del estado independiente de Osetia del Sur mientras el gobierno de Georgia señala que es un territorio ocupado.
El territorio de la región tiene una extensión de 4990 kilómetros cuadrados y una población de 32.089 habitantes (2014). La ciudad más poblada es la ciudad de Oni, seguida por Ambrolauri, la capital de la región. La provincia está compuesta por 4 raiones:
- Municipio de Ambrolauri.
- Municipio de Oni.
- Municipio de Tsageri.
- Municipio de Lenteji.

## Geografía

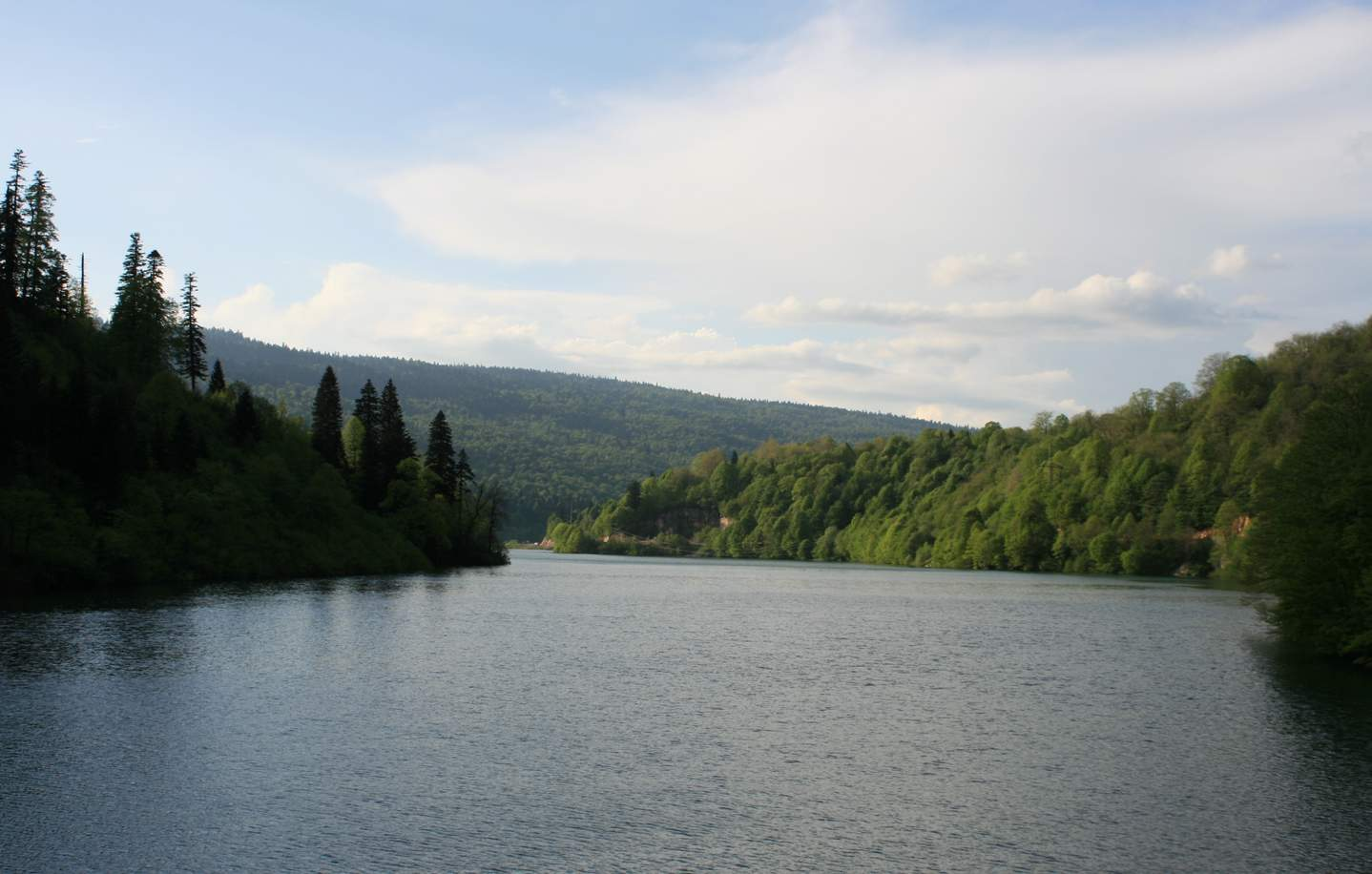
Lago Shaori.

La región de Racha-Lechjumi y Bajo Svaneti cuenta con una variada flora y fauna local. La geografía local está dominada por las montañas del Cáucaso, que señala la frontera con Rusia. El punto más alto del país es la montaña Shjara, situada en la región de Svanetia. En los valles de las montañas se pueden encontrar lagos como el Shaori y el Lajanuri.
Hay muchos monasterios construidos en antigüedad; entre ellos se encuentra la catedral de Nikortsminda, construida en 1010–1014 durante el reinado de Bagrat III de Georgia. 
En la región también hay muchas variedades de vino georgiano, principalmente en la zona de Racha, entre los que destaca el popular Jvanchkará, producido a partir de cepas Aleksandrouli y Mudjuretuli (y que se consideraba el vino predilecto de Stalin).